# Hofanlage Cappeler Bahnhofstraße 2
Die Hofanlage Cappeler Bahnhofstraße 2 in der niedersächsischen Gemeinde Wurster Nordseeküste, Ortsteil Cappel, im Landkreis Cuxhaven, stammt vom Ende des 19. Jahrhunderts.
Aktuell (2024) wird sie als Wohnhaus und gewerblich genutzt.
Die Gebäude stehen unter Denkmalschutz (siehe auch Liste der Baudenkmale in Wurster Nordseeküste).

## Beschreibung
Mit der 1896 eröffneten Bahnstrecke Geestemünde–Cuxhaven erhielt Cappel den östlichen Bahnhof.
Die Hofanlage dieser Siedlungserweiterung auf einer Wurt zwischen Bahnhof und Dorf besteht aus:
- dem eingeschossigen traufständigen verklinkerten Wohnhaus von 1894 (Inschrift) mit kräftig überstehendem Krüppelwalmdach auf hohem Drempel, mittigem straßenseitigen großen Dachhaus über dem hölzernen Eingangsvorbau sowie Fassaden in Backstein im Wechsel mit sehr differenzierten Putzelementen der Fenster- und Türrahmungen[2]
- und der eingeschossigen angefügtén traufständigen massiven Scheune vom Ende 19. Jhs. mit Satteldach, am Nordostgiebel mit Krüppelwalm sowie Querdurchfahrt.[3]

Das Landesdenkmalamt befand u. a.: „… Die Hofanlage … gehört in die früheste Phase dieses Ausbaus.“